# Bālā Ganj Afrūz
Bālā Ganj Afrūz (persiska: بالا گنج افروز) är en ort i Iran.   Den ligger i provinsen Mazandaran, i den norra delen av landet, 140 km nordost om huvudstaden Teheran. Bālā Ganj Afrūz ligger 35 meter över havet och antalet invånare är 481.
Terrängen runt Bālā Ganj Afrūz är huvudsakligen platt, men åt sydost är den kuperad. Runt Bālā Ganj Afrūz är det ganska tätbefolkat, med 192 invånare per kvadratkilometer. Närmaste större samhälle är Babol, 14,7 km norr om Bālā Ganj Afrūz. I omgivningarna runt Bālā Ganj Afrūz växer huvudsakligen savannskog.